# Billio
Billio (Bilioù trong tiếng Bretagne) là một xã ở tỉnh Morbihan trong vùng Bretagne tây bắc Pháp. Xã này có diện tích 12,03kilômét vuông, dân số năm 1999 là 351 người. Khu vực này có độ cao từ 81-167 mét trên mực nước biển.
Cư dân của Billio danh xưng trong tiếng Pháp là Billotins.